# Jacinto Gimbernard
Jacinto Carlos Gimbernard Pellerano (Santo Domingo de Guzmán, 17 de septiembre de 1931-Ibídem, 24 de mayo de 2017) fue un músico y escritor dominicano, que también se desempeñó como diplomático. Era hijo del reconocido periodista, editor y caricaturista Bienvenido Gimbernard, y de la maestra Concepción Pellerano.

## Infancia e inicio en la música
De la mano de su madre y de profesores particulares. llegó hasta el sexto curso de primaria.sólo iba a la escuela a examinarse. No obstante, su sed de conocimientos lo mantuvo en constante estudio. Con el apoyo y la supervisión inicial de su padre, Gimbernard empezó su formación musical formal a los siete años. Sus primeros profesores fueron: Willy Kleinberg, alemán; Danilo Belardinelli, italiano, y Ernesto Leroux, dominicano. Con trece años y pantalones cortos, fue admitido a la Orquesta Sinfónica Nacional (OSN) como uno de los segundos violines. Fue el músico más joven que jamás haya ingresado a esta institución, y el único en alcanzar, con solo diecinueve años, la posición de primer violín o concertino, que mantuvo por más de treinta años.

## Concertista y director
Como solista tocó los conciertos de Bach, Lalo, Glazunov, Mozart, Tchaikovski, Bruch, y otros. Tuvo el privilegio de interpretar tanto el concierto de Beethoven en la inauguración del Palacio de Bellas Artes,(1956)  como el Poèma de Chausson  en el concierto inaugural del Teatro Nacional  (1973). Solía participar, además, en presentaciones de música de cámara. Fue agregado cultural en Londres, embajador en Francia, y director del Teatro Nacional  Nombrado posteriotmente director titular de la Orquesta Sinfónica Nacional (OSN), fue el primero en viajar al exterior para audicionar y contratar músicos extranjeros. En 2015 se inauguró en el Teatro Nacional la Sala de Ensayos que lleva su nombre.
Se presentó en Francia, Alemania, Estados Unidos (Tampa, New York, Philadelphia, Dallas, Cincinnati ), Puerto Rico y El Salvador. Fue concertino en las orquestas sinfónicas de Hannover, Alemania. de Dallas, Texas, y Cincinnati, Ohio, dando con esta última una gira alrededor del mundo. Por veinticuatro años fue profesor del curso superior de violín en el Conservatorio Nacional de Música. Si bien Gimbernard decidió retirarse del violín a los 63 años, en un espectáculo en el que también dirigió, se mantuvo activo en los escenarios como director invitado.
Como pionero de la educación musical en República Dominicana, produjo por varios años el programa televisivo semanal "Música de los Grandes Maestros" junto al pianista Vicente Grisolía. Posteriormente, dirigió por años un programa radial diario de educación musical.

## Intelectual y escritor
Autodidacta, se formó en diversas áreas del conocimiento y en idiomas. Hablaba español, inglés, francés, alemán, italiano y dominaba el latín. La presencia de Gimbernard en la prensa escrita fue continua desde los veinte años hasta su muerte, sobresaliendo como articulista en periódicos y revistas. Renombrado escritor, su Historia de Santo Domingo , por ejemplo, se mantuvo en las aulas del bachillerato como texto oficial del Ministerio de Educación por más de diez años. Además de sus obras históricas y musicales, cultivó géneros como el ensayo filosófico y psicológico, destacándose "Acción y presencia del mal". Fue su novela, Medalaganario la que mayor popularidad obtuvo.
Enviudado de su primera esposa, Graciela Pratt, con quien procreó tres hijos, casose y mantuvo un largo matrimonio con la reconocida pianista Miriam Ariza, cuyas hijas, Miriam Veliz y Raquel Veliz, él trató siempre como propias. El 24 de mayo de 2017, el maestro Gimbernard falleció de un infarto mientras dormía.

## Obra
- Historia de Santo Domingo, 1966 (7 ediciones)
- La identidad del hombre, 1968
- Acción y presencia del mal, 1974
- Trujillo, Estudio histórico, 1976
- Medalaganario, 1980 (4 ediciones)
- Siete historias de divorcio, 1981
- Educación musical, 1982
- Las Rutas del arte musical, 1995
- Rutas de la cultura universal, 1997
- Treinta relatos sinfónicos, 2000
- Narraciones de la vuelta al mundo, 2000
- Los Grau, 2005